# Markéta Skotská (1424–1445)
pro vyhledání dalších osob stejného jména viz rozcestník Markéta Skotská
Markéta Skotská (anglicky Margareth Stewart, 25. prosince 1424, Perth – 16. srpna 1445, Châlons-en-Champagne) byla rodem skotská princezna a sňatkem francouzská dauphine – manželka francouzského následníka trůnu.

## Biografie
Narodila se jako nejstarší z osmi dětí skotského krále Jakuba I. a jeho manželky Jeanne Beaufort. Měla šest sester a pouze jediného bratra, pozdějšího skotského krále Jakuba II.
Ve dvanácti letech byla provdána za francouzského dauphina Ludvíku XI., syna francouzského krále Karla VII. a jeho manželky Marie z Anjou. Svatební obřad se uskutečnil v Tours 24. června 1436. Vztahy mezi manželi byly chladné, Markéta vycházela mnohem lépe se svým tchánem králem a byla vždy na jeho straně v neustálých konfliktech se synem, s nímž byla tudíž v napjatých vztazích. Markéta se cítila osamělá, v izolaci jak od svého manžela, tak od celého dvora, a upadla do deprese. Na francouzském dvoře neměla žádný politický vliv,
Zemřela v necelých jedenadvaceti letech 16. srpna 1445 a bylo pohřbena v katedrále svatého Štěpána v Châlons. Roku 1479 byly její ostatky přesunuty do kostela svatého Laona v Thouars. Její manžel o šest let později po smrti svého otce nastoupil na francouzský trůn jako král Ludvík XI. Oženil se podruhé s Šarlotou Savojskou, jež mu porodila následníka trůnu, Karla VIII.